# Färingsö

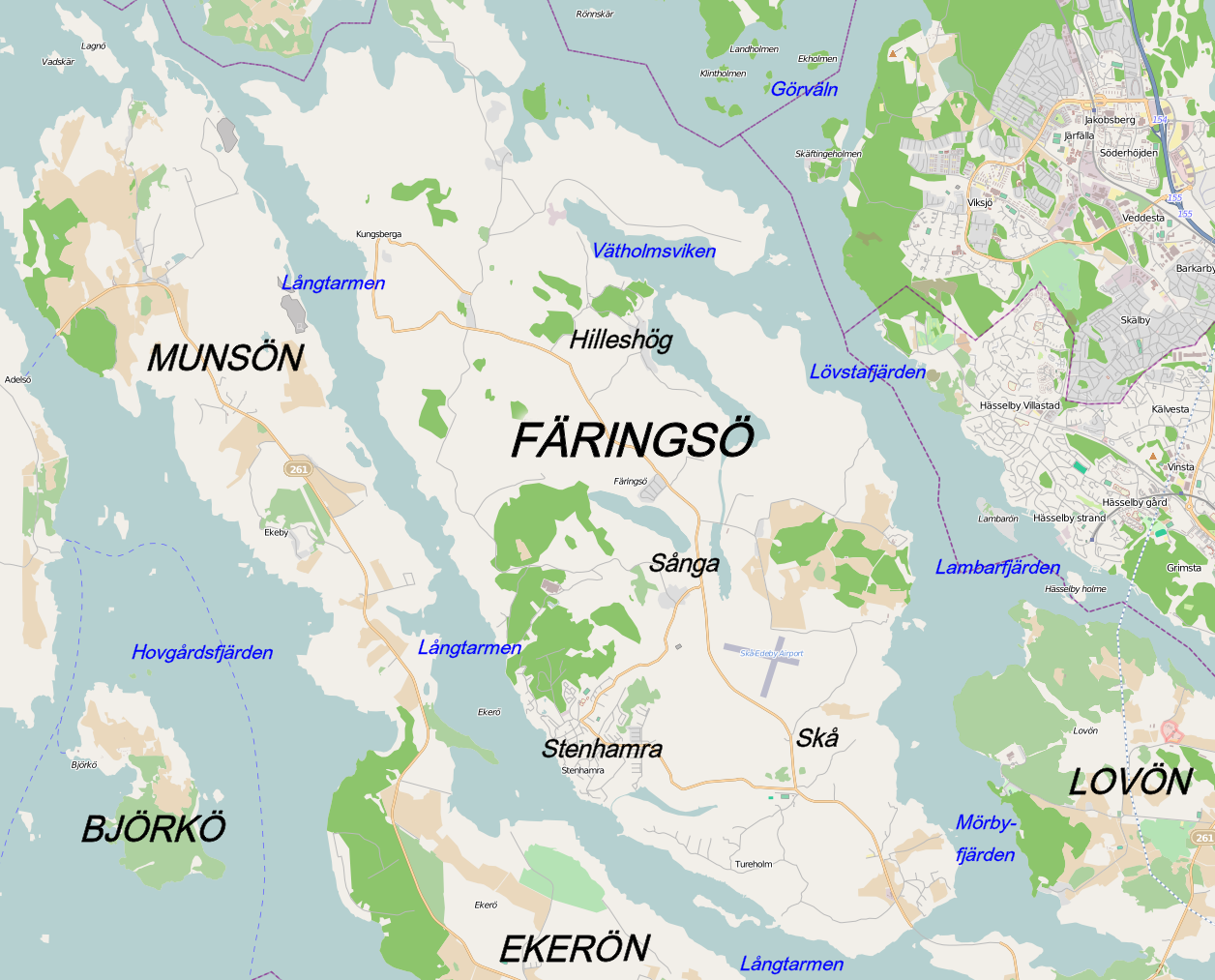
Färingsö

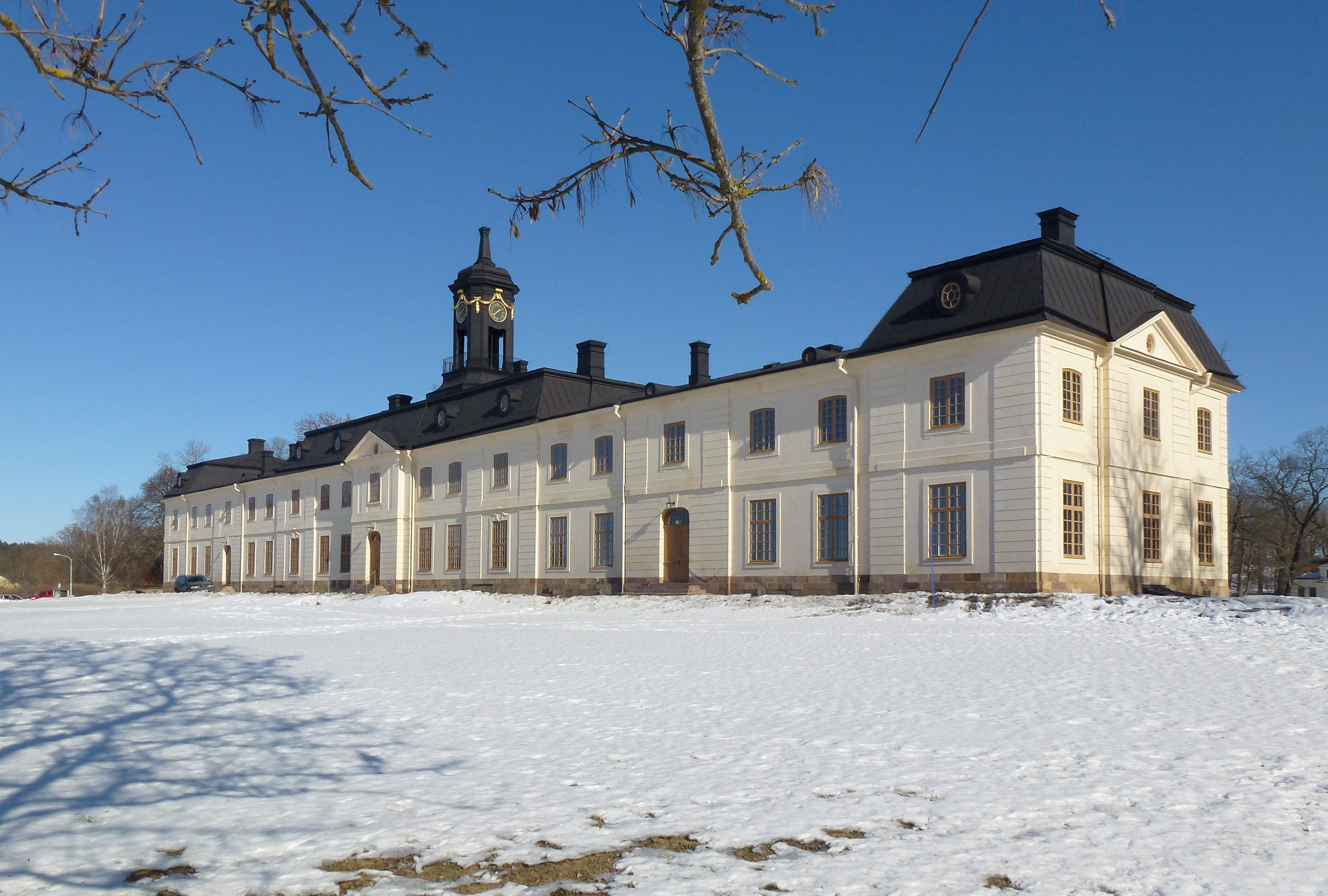
Svartsjö slott.

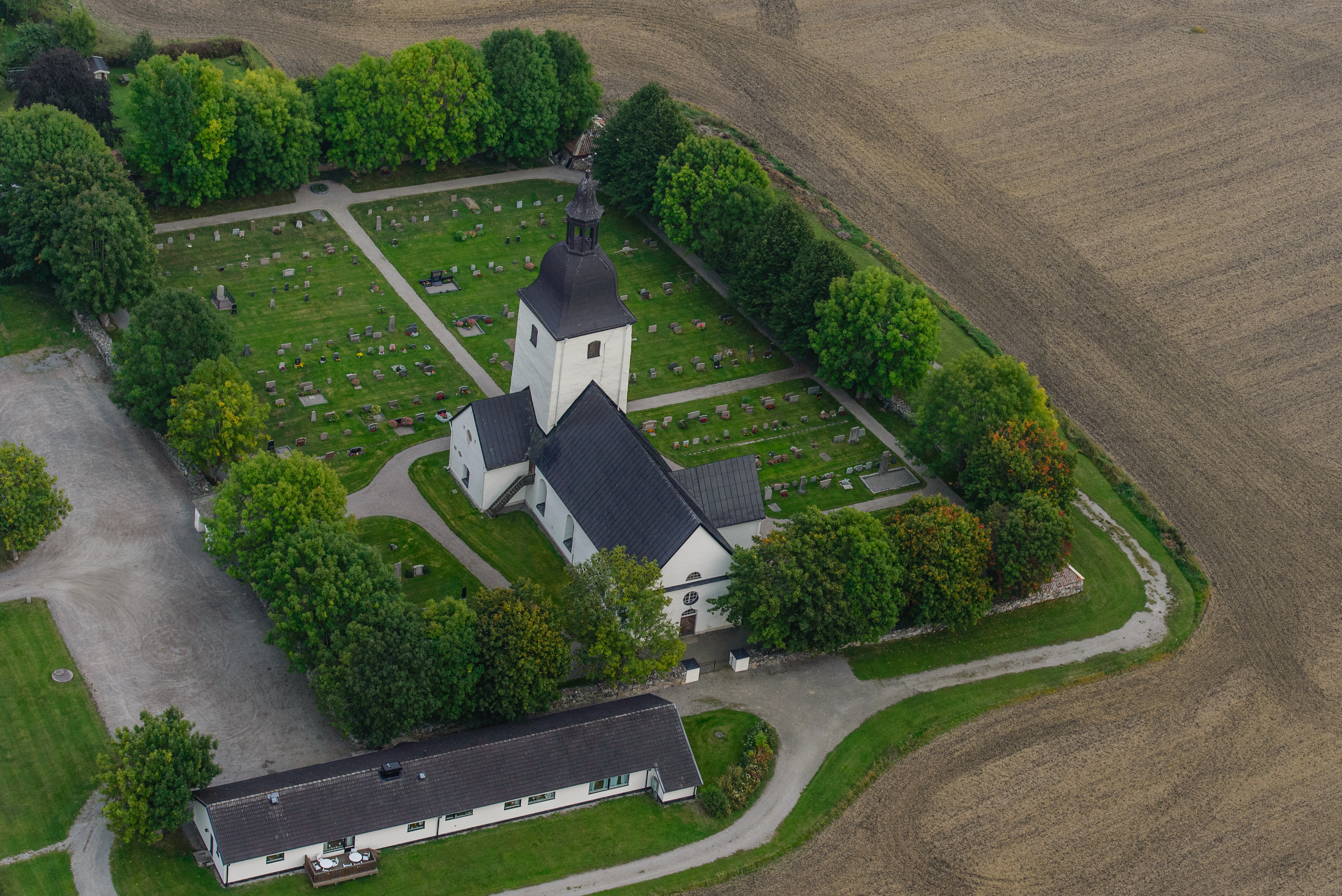
Färentuna kyrka är en av flera medeltida kyrkor på Färingsö.

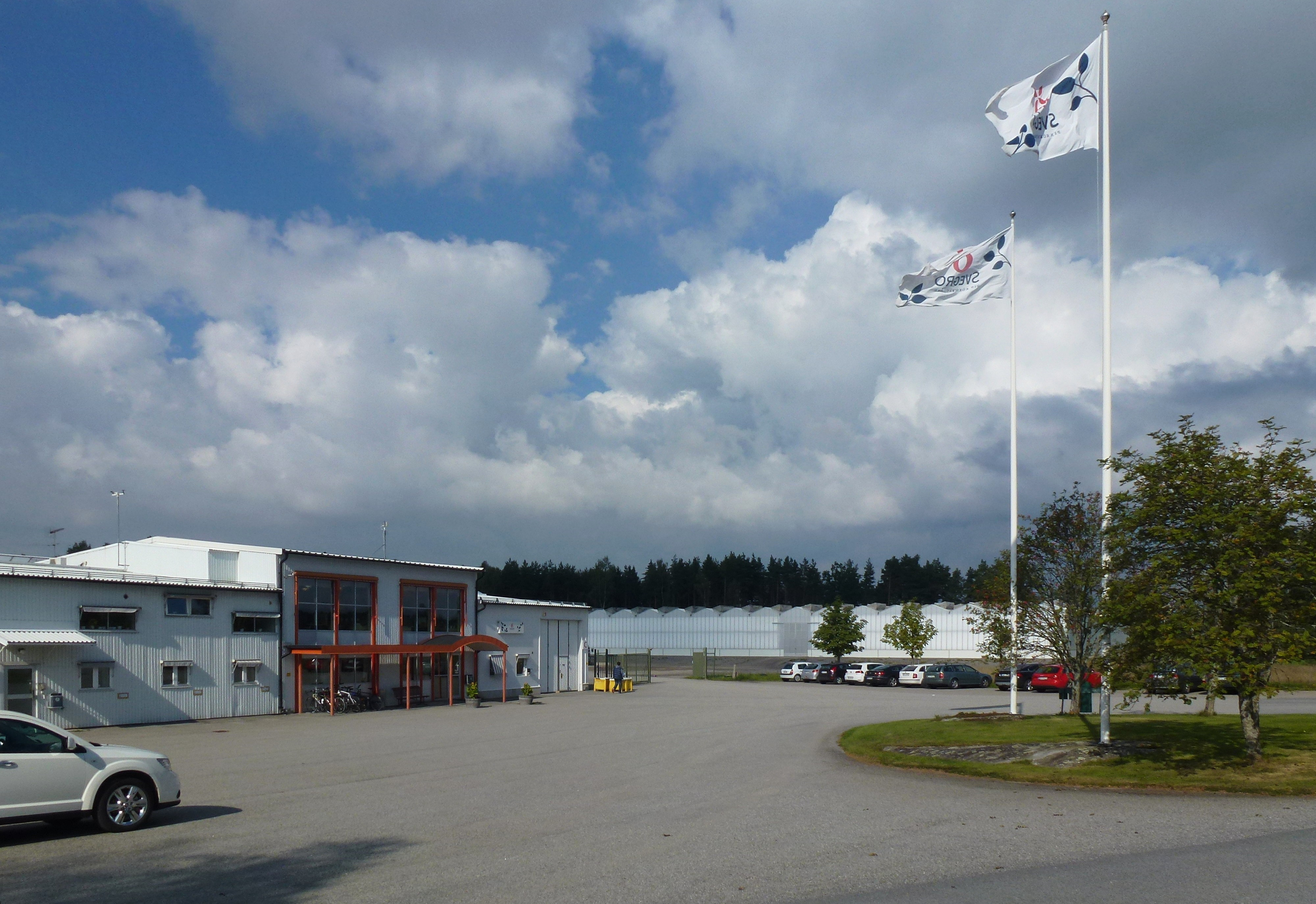
Svegros kontor och växthus i Svartsjö.

Färingsö, eller Svartsjölandet, är en ö i Mälaren. Den ligger i Ekerö kommun väster om Stockholm, och tillhör Uppland. Ön omges av Långtarmen i väst och Lövstafjärden, Lambarfjärden och Mörbyfjärden i öst. Med sina 82 km² är ön Sveriges näst största insjö-ö, efter Selaön.

## Historik
Det nuvarande Färingsö blev tidigt platsen för kungliga ägor. Den mest kända platsen är Svartsjö med dagens Svartsjö slott, som är en rokokobyggnad från 1700-talet. Redan i mitten av 1300-talet blev Svartsjö ett kungligt slott. När Gustav Vasa lät bygga stenslottet kom Svartsjö att bli en betydande del i Gustav Vasas rike. I slutet av 1600-talet brann slottet ner och ersattes senare av nuvarande 1700-talets lust- och jaktslott åt drottning Ulrika Eleonora, efter ritningar av Carl Hårleman. Under 1800-talet förföll slottet och blev strax före sekelskiftet 1900 fängelse. Först på 1960-talet avvecklades den verksamheten. I dag är Svartsjö slott restaurerat. I och med den starka kungliga dominansen på Färingsö kom det inte att uppstå några större herrgårdar där. Det blev de många torpen som gav Färingsö dess karaktär.

## Nyare historik
På Färingsö startade 1947 Barnbyn Skå på initiativ av Stockholms barnavårdsnämnd som ett alternativ till dåtida barnavårdsinstitutioner. Inriktningen var pojkar och flickor i åldrarna 7-15 år med en neurotisk och psykopatisk problematik, vilken manifesterades genom ett avvikande asocialt beteende med missbruk, kringdrivande, våld och stölder som följd. Bland de kända föreståndarna fanns Gustav Jonsson ("Skå-Gustav").
Den största tätorten på Färingsö är Stenhamra. En av Färingsös småorter är Svartsjö. Större företag på ön är Sånga-Säby Kurs & Konferens och grönsaksodlaren Svegro. Här finns även en sluten kvinnoanstalt Anstalten Färingsö, samt Anstalten Svartsjö för män.